# Oni szli na Wschód
Oni szli na Wschód (org. Они шли на Восток, Italiani brava gente) – radziecko-włoski, dwuczęściowy dramat wojenny z 1964 roku w reżyserii Giuseppe De Santisa i Dmitrija Wasiljewa.
Film był pierwszym radzieckim filmem ukazującym II wojnę światową z perspektywy wroga – włoskich żołnierzy.

## Opis fabuły
Atak Niemiec na ZSRR. Pośród nacierających znajduje się oddział włoskiej armii. Włosi w przeciwieństwie do Niemców nie są wrogo nastawieni do Rosjan, a współpraca z niemieckimi sojusznikami od początku się im "nie układa". Włochom brak bezwzględności Niemców wobec ludności cywilnej, z kolei Niemcy odnoszą się z nie skrywaną pogardą do włoskiego sojusznika. Pomiędzy nimi nie raz dochodzi do niesnasek, a nawet wymiany ognia. Apogeum konfliktu ma miejsce w czasie bitwy pod Stalingradem, gdzie włoscy żołnierze pozostawieni zostają samym sobie.
W przeżyciach poszczególnych żołnierzy oddziału ogniskuje się los armii sojuszniczych Hitlera – większość z nich ginie w nierównej walce, inni zamarzają, trafiają do niewoli lub po prostu przepadają bez wieści.

## Obsada aktorska
- Arthur Kennedy – mjr Ferro Maria Ferri
- Żanna Prochorienko – Katia
- Raffaele Pisu – Libero Gabrielli
- Tatjana Samojłowa – Sonia
- Andrea Checchi – płk Sermonti
- Riccardo Cucciolla – Giuseppe Sanna
- Walerij Somow – Juliano
- Peter Falk – włoski lekarz wojskowy
- Lew Prygunow – Loris Bazzocchi
- Erwin Knausmüller – niemiecki pułkownik
- Elza Leżdiej – partyzantka
- Ławrientij Masocha – partyzant
- Aleksandr Kuzniecow – kucharz
- Lea Massari – epizod
- Otar Koberidze – ranny żołnierz niemiecki
- Danuta Stolarska – lekarz w partyzanckim oddziale
- Jan Janakiew – major
- Nino Vingelli –  sierż. Manfredonia
- Boris Kożuchow – major
- Vincenzo Polizzi – Sycylijczyk
- Gino Pernice – Collodi

i inni.

## Produkcja
Zdjęcia kręcono w Rosji (Moskwa) i na Ukrainie (Połtawa).